# Kabupaten de Banyumas
Le kabupaten de Banyumas, en indonésien Kabupaten Banyumas, est un kabupaten de la province de Java central en Indonésie. Son chef-lieu est Purwokerto, et non la ville de Banyumas proprement dite.

## Histoire
Aux temps anciens, Banyumas faisait vraisemblablement partie du pays Sunda. La toponymie en tout cas l'indique, notamment le port de Cilacap sur la côte sud (le préfixe ci-, « eau », est caractéristique des toponymes soundanais).
Selon l'épopée de Bujangga Manik, qui raconte le voyage d'un prêtre hindouiste soundanais en différents lieux saints de l'hindouisme à Java et Bali au XVIe siècle, et dont un exemplaire est conservé depuis 1627 à la Bibliothèque bodléienne de l'université d'Oxford, les frontières orientales du royaume soundanais étaient la rivière Cipamali, ou Pemali, qui est un autre nom de la rivière Brebes, et la rivière Ciserayu, ou Serayu.

### Périodes de Demak, Pajang et Mataram
À l'époque du royaume de Demak (1478 - 1546), la région de Banyumas était divisée en plusieurs kadipaten (provinces), parmi lesquels Wirasaba, dont l' adipati portait le titre de Warga Utama I.
À la mort du 3e sultan de Demak, Trenggana, le royaume est divisé en trois. L'une de ces trois principautés est Pajang dont le prince, Joko Tingkir, prend le titre de Sultan Adiwijaya (règne 1546 – 1587). À la mort de Warga Utama I, Adiwijaya nomme à sa succession comme adipati de Wirasaba, un de ses gendres, Raden Joko Kahiman, qui prend le titre de Warga Utama II.
Avec l'autorisation du roi, Joko partage la terre de Wirasaba en quatre et en accorde une portion à chacun de ses beaux-frères :
- Banjar Pertambakan est donnée à Kyai Ngabei Wirayuda,
- Merden à Kyai Ngabei Wirakusuma,
- Wirasaba proprement dite à Kyai Ngabei Wargawijaya.

Joko garde Kejawar. Il défriche alors la forêt de Mangli, y construit sa résidence et donne à sa terre le nom de Banyumas ("l'eau d'or"). Le kabupaten de Banyumas est ainsi créé en 1582.
Pour avoir partagé son kadipaten en quatre, Joko sera surnommé l'"Adipati Marapat" ("le prince aux quatre").
En 1628 Dipati Ukur, prince de Banyumas et de Sumedang (Java occidental), à la tête d'une armée de 6 000 hommes, attaque Batavia, fondée en par les Hollandais de la VOC (Compagnie néerlandaise des Indes orientales) sur les ruines de Jayakarta qu'ils avaient conquises en 1619. Devant la supériorité technique des Hollandais, les Soundanais doivent battre en retraite. Les Hollandais se lancent dans une traque et finiront par capturer le prince en 1636. Ils le livrent au Sultan Agung du royaume de Mataram, qui le fera décapiter.
Une nouvelle puissance émerge dans le centre de Java, le nouveau royaume de Mataram. Elle soumet tout le pays de Banyumas, sans toutefois l'intégrer au Negaragung, le royaume proprement dit. Banyumas devient simplement le Mancanegara Kulon, la "marche de l'Ouest".

### Période hollandaise
En 1830, avec la fin de la guerre de Java, le Mancanegara Kulon passe sous le contrôle du gouvernement colonial hollandais. Désormais, les adipati seront nommés par le gouverneur général hollandais, à l'époque Johannes van den Bosch (1830 – 1833). Celui-ci commence à mettre en place un système de culture forcée, le cultuurstelsel. Il entend se servir des adipati pour mobiliser la population et la faire travailler dans les plantations du gouvernement colonial.
C'est au resident de Pekalongan, Hallewijn, que revient la tâche de mettre sur pied une administration hollandaise à Banyumas. En 1830 est ainsi créée la residentie de Banyumas, avec de Sturler comme premier resident.
En 1831, le gouvernement colonial divise la residentie en 4 regentschappen (départements) : Banyumas proprement dite, Ajibarang (l'actuelle Purwokerto), Dayuluhur et Prabalingga, à la tête desquels il nomme des bupati javanais. Le district de Banjar est élevé au rang de regentschap avec le nom de Banjarnegara. Dayuluhur est ensuite rattaché à Ajibarang.

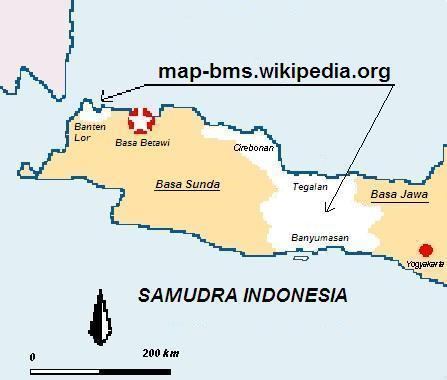
Aire des dialectes javanais de Banyumas, Cirebon et Banten

## Linguistique
Le dialecte de Banyumas, ou banyumasan, est distinct des parlers javanais du centre (c'est-à-dire Surakarta et Yogyakarta et du Pasisir (la côte nord de Java). Les gens de Banyumas considèrent que son extension s'étend bien au-delà du kabupaten, couvrant toute la moitié occidentale de la province de Java Centre.
Il existe un Wikipedia en banyumasan. On y estime que les parlers de Cirebon, voire de Banten, font partie de ce dialecte.

## Culture
La culture de Banyumas présente une transition entre la culture javanaise proprement dite et la culture sundanaise de Java occidental.

### Batik
Banyumas possède son propre style de batik. À son apogée, Banyumas avait près de mille ateliers de batik. Aujourd'hui seul le village de Mruyung maintient la tradition.
Les motifs typiques de Banyumas s'appellent jonasan et sosrok. Les autres motifs portent l'influence des styles plus connus de Pekalongan sur la côte nord ou Pasisir et de Surakarta et Yogyakarta dans le centre de Java.
Le jonasan est non géométrique, avec un fond blanc ou beige et un dessin brun ou noir. Les motifs sont généralement des plantes, des fleurs ou des papillons. La caractéristique du jonasan est son bord rouge ou noir.
Le sosrok se caractérise par des lignes droites (sosrok garis) ou des demi-cercles et des lignes ondulées (sosrok ukel). La particularité de ce motif est dans son procédé, où la cire est enlevée par grattage. Le sosrok garis est généralement à dominante brun-jaune, brune ou noire, tandis que le sosrok ukel a normalement un fond blanc.
Un autre motif apprécié de Banyumas est le trem, ou batik imprimé, au style moderne.
Banyumas a une tradition d'élevage du ver à soie.

### Musique et danse
En musique, Banyumas a une tradition de gamelan en bambou, dont le son est donc différent de celui des grands gamelans en bronze.
Le style de Banyumas, très "villageois", est beaucoup plus vivant et dynamique que celui de la musique de cours de Surakarta et Yogyakarta, ponctué de cris chantés ou alok, pour encourager la chanteuse ou pour plaisanter.
Dans le domaine de la danse, il existe une tradition, le lengger. Autrefois, les danseuses de lengger allaient de village en village, accompagnées de musiciens qui transportaient un gamelan de bambou, plus léger que l'orchestre de bronze traditionnel. Les danseuses distrayaient l'assemblées par leurs danses érotiques et leur humour obscène. Cette tradition, assimilée à de la prostitution, était considérée comme vulgaire et moralement corrompue. Aujourd'hui, des troupes de lengger se présentent dans des spectacles officiels et leurs enregistrements sont très populaires. Les riches villageois font souvent appel à des troupes de lengger pour des spectacles qui peuvent durer toute une nuit. À Banyumas comme ailleurs en Indonésie, la tradition est l'objet d'une perpétuelle réinvention, du moins de « récupération ».

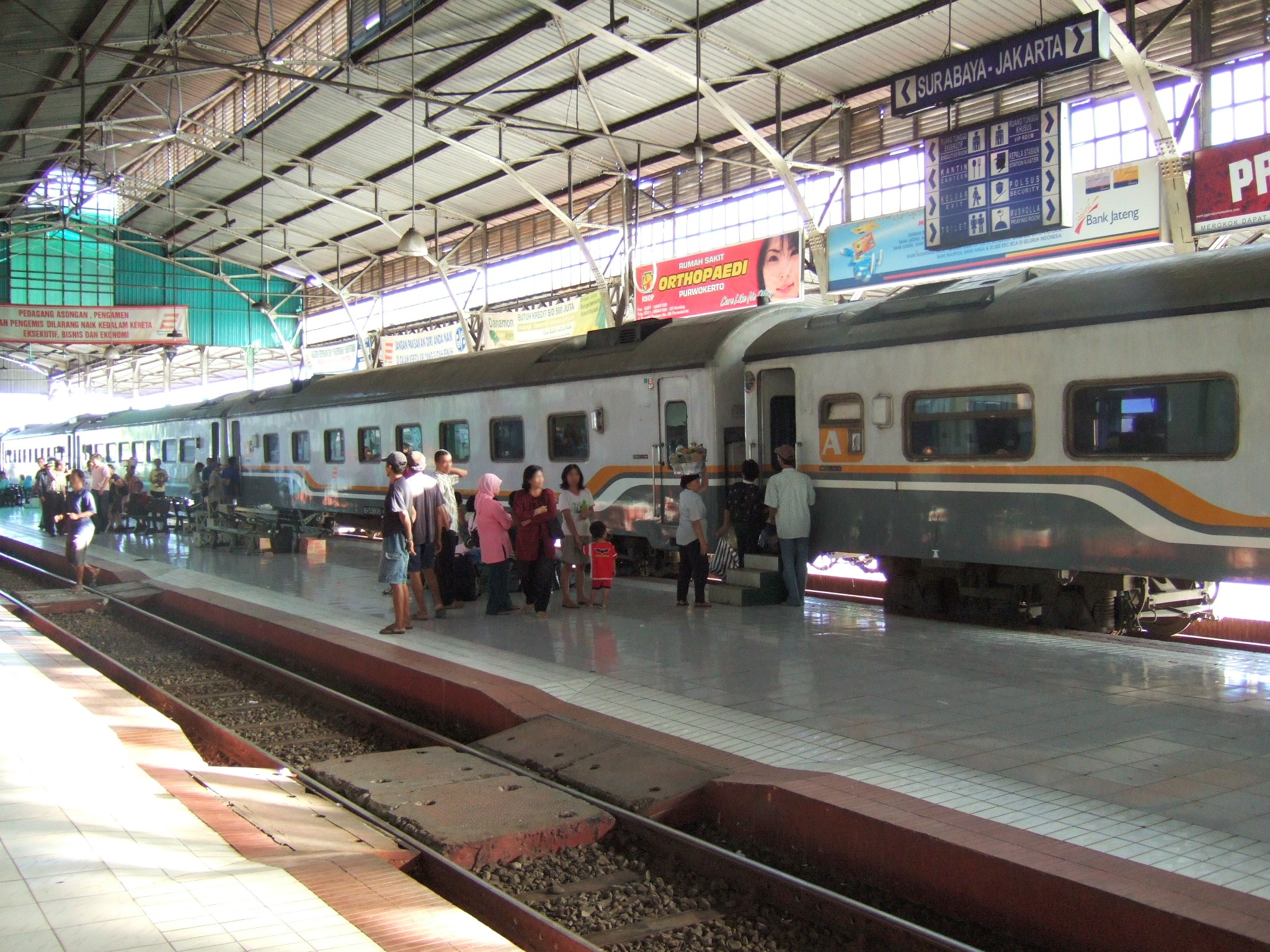
La gare de Purwokerto

1. ↑  Banyumas Bamboo Gamelan, Nimbus NI 5550, 1998

## Anecdote
Banyumas a un point commun avec une ville française, Tours. On sait que le maire de celle-ci avait refusé que la voie de chemin de fer passe par sa ville. La gare principale de Tours se trouve donc à Saint-Pierre-des-Corps, à l'extérieur de la ville. De même, à la fin du XIXe siècle, le bupati (préfet) de Banyumas refuse que la voie de chemin de fer en construction passe par sa ville. À l'écart de cette voie de communication, Banyumas n'a pas beaucoup changé et donne une idée de ce qu'était une ville provinciale javanaise il y a 100 ans.

## Lesbupatides époques de Mataram et coloniale

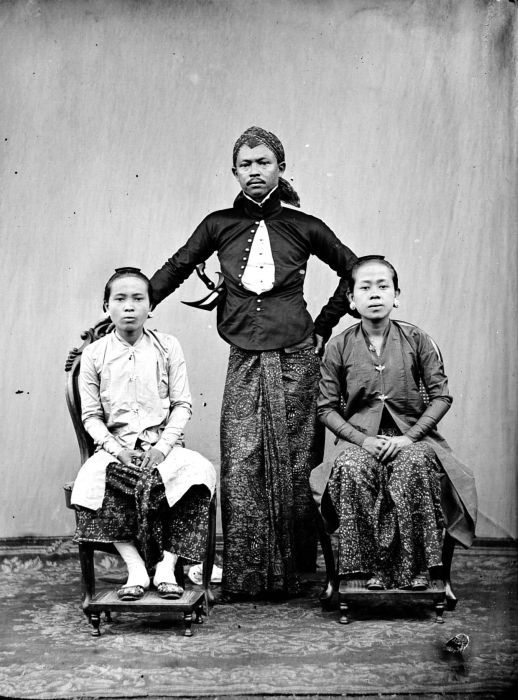
Le regent de Banyumas et ses épouses

1. Raden Joko Kahiman, Adipati Warga Utama II
2. Raden Ngabei Mertasura (1560)
3. R. Ng. Mertasura II (Ngabei Kalidethuk) (1561 - 1620)
4. R. Ng. Mertayuda I (Ngabei Bawang) (1620 - 1650)
5. Raden Tumenggung Mertayuda II, également connu sous les noms de R. T. Seda Masjid et R. T. Yudanegara I, (1650 - 1705)
6. R. T. Suradipura (1705 - 1707)
7. R. T. Yudanegara II, également connu sous le nom de R. T. Seda Pendapa (1707 - 1743)
8. R. T. Reksapraja (1742 - 1749)
9. R. T. Yudanegara III (1755), élevé ensuite à la dignité de Patih Sultan Yogyakarta avec le titre de Danureja I
10. R. T. Yudanegara IV (1745 - 1780)
11. R. T. Tejakusuma, également connu sous le nom de Tumenggung Kemong (1780 - 1788)
12. R. T. Yudanegara V (1788 - 1816)
  1. Sultanat du Kasepuhan : R. Adipati Cokronegara (1816 - 1830)
  2. Sultanat du Kanoman : R. Adipati Brotodiningrat, également connu sous le nom de R. T. Martadireja I
13. R. T. Martadireja II (1830 - 1832), déménage à Purwokerto (Ajibarang)
14. Raden Adipati Cokronegara I (1832 - 1864)
15. R. A. Cokronegara II (1864 - 1879)
16. Kanjeng Pangeran Arya Martadireja II (1879 - 1913)
17. K. P. A. A. Gandasubrata (1913 - 1933)
18. Raden Aria Adipati Sujiman Gandasubrata (1933 - 1950)

## Sources
- www.banyumas.go.id